# Down Under Classic

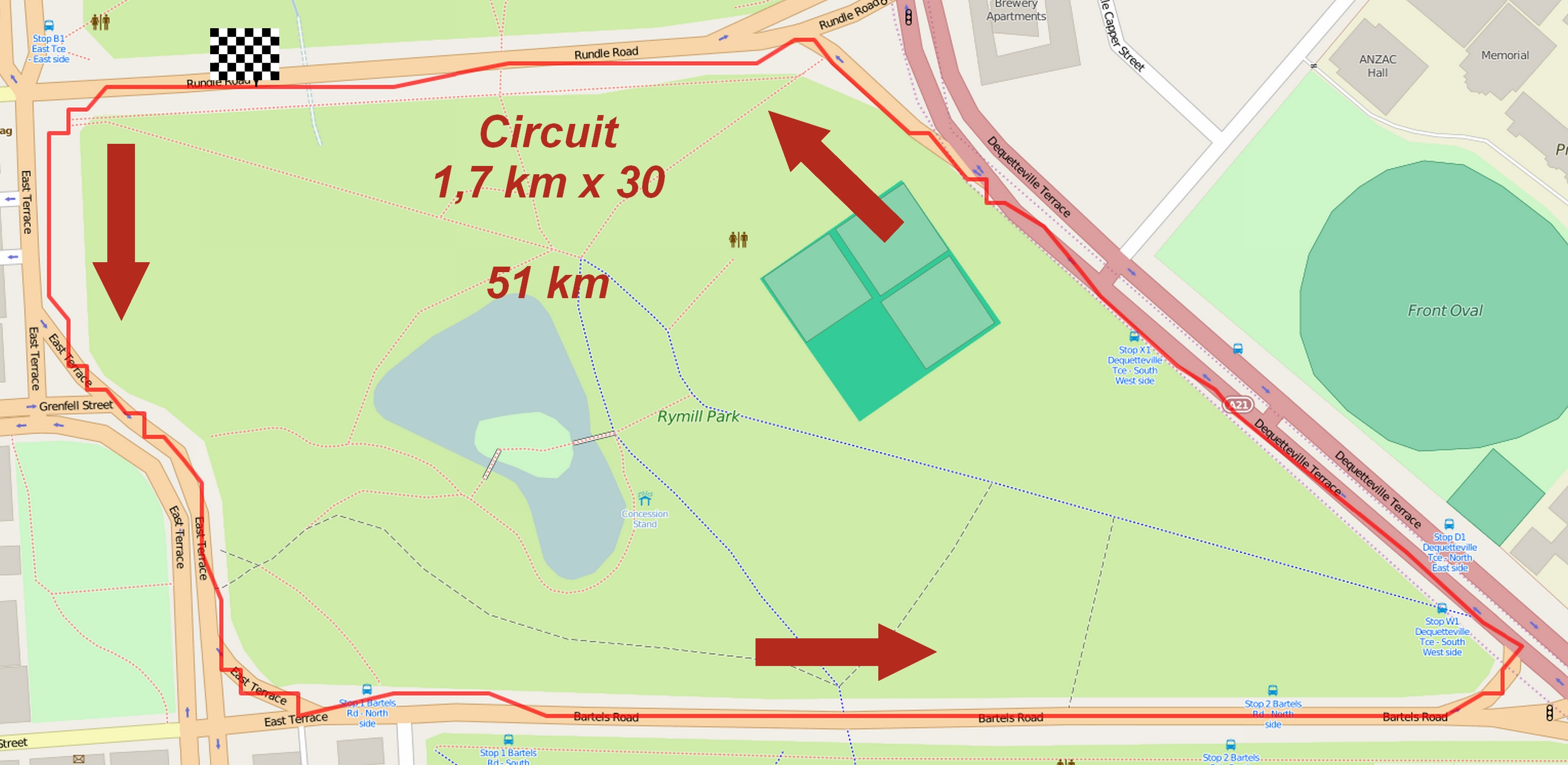
People's Choice Classic 2015.

De Down Under Classic is een wielerwedstrijd in de stad Adelaide, de hoofdstad van de deelstaat Zuid-Australië, Australië.
De eendagswedstrijd, die elk jaar in januari wordt verreden, bestaat uit kort criterium rond het Rymill Park. De race geldt als voorbereiding op de Tour Down Under. De Australische sprinter Caleb Ewan is recordhouder met vijf zeges.
Door de jaren heen kende de wedstrijd vanwege sponsoring verschillende namen: tot 2012 stond de wedstrijd bekend als Cancer Council Helpline Classic, daarna People's Choice Classic, vanaf 2020 Schwalbe Classic en vanaf 2025 Villawood Men's Classic.

## Lijst van winnaars

### Meervoudige winnaars
| Overwinningen | Renner        | Land      | Jaren            |
| ------------- | ------------- | --------- | ---------------- |
| 5             | Caleb Ewan    | Australië | 2016, 2017, 2019 |
| 3             | André Greipel | Duitsland | 2008, 2012, 2013 |
| 2             | Robbie McEwen | Australië | 2006, 2009       |
| 2             | Marcel Kittel | Duitsland | 2014, 2015       |

### Overwinningen per land
| Overwinningen | Land                              |
| ------------- | --------------------------------- |
| 10            | Australië                         |
| 5             | Duitsland                         |
| 1             | Ecuador, Nieuw-Zeeland, Slowakije |